# Almanach 1944
Der Almanach 1944 ist ein vom belgischen Verlag Dupuis im Dezember 1943 herausgegebener Comic-Band. Er enthält eine Reihe von Episoden der Spirou-Serien, darunter Spirou, Harry und Platte und Valhardi. Das Titelbild entwarf Jijé.

## Hintergrund
Im Jahr 1943 wollte die für die Kontrolle der Presse zuständige Propagandaabteilung einen deutschen Verwalter bei Dupuis einführen. Da sich Verlag und Redaktion weigerten, wurde das wöchentlich erscheinende Spirou-Magazin verboten.
Der Verlag stellte dessen Veröffentlichung am 2. September 1943 mit der Nummer 35/43 ein.
Ein erster Versuch, das Verbot zu umgehen war der 44-seitige Band L’Espiègle au grand cœur, der dann monatlich erscheinen sollte. Auch das wurde verboten. L’Espiègle au grand cœur erschien im November 1943.
Im Dezember 1943 erschien dann der Almanach 1944. Das Album hat 160 Seiten und ihm liegt ein Jahreskalender von 1944 bei.
Nach der Befreiung im September 1944 wurde die Sonderausgabe wegen hoher Nachfrage erneut veröffentlicht und das Spirou-Magazin ab Oktober 1944 mit der Nummer 1/44 wieder wöchentlich fortgesetzt.